# Huérmeces del Cerro
Huérmeces del Cerro – gmina w Hiszpanii, w prowincji Guadalajara, w Kastylii-La Mancha, o powierzchni 19,83 km². W 2011 roku gmina liczyła 54 mieszkańców.